# Міртій Жорж
Міртій Жорж (фр. Myrtille Georges; нар. 21 грудня 1990) — колишня французька тенісистка.
Найвищу одиночну позицію світового рейтингу — 168 місце досягла 18 липня 2016, парну — 287 місце — 21 серпня 2017 року.
Здобула 9 одиночних та 6 парних титулів.
Найвищим досягненням на турнірах Великого шолома було 2 коло в одиночному та парному розрядах.
Завершила кар'єру 2020 року.

## Виступи у турнірах Великого шолома
| W | Ф | ПФ | ЧФ | #Р | КТ | К# | DNQ | A | NH |

### Одиночний розряд
| Турнір                                 | 2012 | 2013 | 2014 | 2015 | 2016 | 2017 | 2018 | 2019 | 2020 | W–L |
| -------------------------------------- | ---- | ---- | ---- | ---- | ---- | ---- | ---- | ---- | ---- | --- |
| Відкритий чемпіонат Австралії з тенісу |      |      |      |      |      | 1р   | К1р  | К1р  |      | 0–1 |
| Відкритий чемпіонат Франції з тенісу   | К1р  | К1р  | К2р  | К1р  | 2р   | 1р   | 1р   | К1р  |      | 1–3 |
| Вімблдонський турнір                   |      |      |      |      | К1р  | К3р  |      | К1р  | NH   | 0–0 |
| Відкритий чемпіонат США з тенісу       |      |      |      |      | К3р  | К1р  | К1р  |      |      | 0–0 |
| В-П                                    | 0–0  | 0–0  | 0–0  | 0–0  | 1–1  | 0–2  | 0–1  | 0–0  | 0–0  | 1–4 |

## Фінали ITF

### Одиночний розряд: 23 (9–14)
| Легенда         |
| --------------- |
| турніри $60,000 |
| турніри $25,000 |
| турніри $15,000 |
| турніри $10,000 |

| Фінали за покриттям |
| ------------------- |
| Тверде (5–7)        |
| Ґрунт (4–7)         |
| Трава (0–0)         |
| Килим (0–0)         |

| Результат | W–L  | Дата     | Турнір                                 | Рівень | Покриття   | Суперниця             | Рахунок          |
| --------- | ---- | -------- | -------------------------------------- | ------ | ---------- | --------------------- | ---------------- |
| Поразка   | 0–1  | Сер 2010 | ITF Бре, Бельгія                       | 10,000 | Ґрунт      | Валерія Соловйова     | 7–5, 4–6, 3–6    |
| Перемога  | 1–1  | Вер 2011 | ITF Апелдорн, Нідерланди               | 10,000 | Ґрунт      | Леслі Керкгове        | 7–5, 6–4         |
| Поразка   | 1–2  | Лис 2011 | ITF Лафборо, Велика Британія           | 10,000 | Тверде (i) | Тара Мур              | 6–7(5), 7–5, 4–6 |
| Перемога  | 2–2  | Кві 2012 | ITF Гавр, Франція                      | 10,000 | Ґрунт (i)  | Їсалін Бонавентюре    | 5–7, 7–5, 6–0    |
| Поразка   | 2–3  | Кві 2012 | ITF Сан-Северо, Італія                 | 10,000 | Ґрунт      | Анастасія Гримальська | 6–4, 1–6, 1–6    |
| Поразка   | 2–4  | Сер 2012 | ITF Ребек, Бельгія                     | 25,000 | Ґрунт      | Кірстен Фліпкенс      | 2–6, 1–6         |
| Поразка   | 2–5  | Січ 2013 | GB Pro-Series Glasgow, Велика Британія | 10,000 | Тверде (i) | Тара Мур              | 4–6, 1–6         |
| Поразка   | 2–6  | Сер 2013 | ITF Брауншвейг, Німеччина              | 15,000 | Ґрунт      | Крістіна Барруа       | 6–4, 2–6, 3–6    |
| Поразка   | 2–7  | Січ 2014 | GB Pro-Series Глазго, Велика Британія  | 10,000 | Тверде (i) | Тара Мур              | 3–6, 1–6         |
| Перемога  | 3–7  | Січ 2015 | ITF Порт-ель-Кантауї, Туніс            | 10,000 | Тверде     | Естель Касіно         | 6–4, 6–2         |
| Перемога  | 4–7  | Бер 2015 | ITF Порт-ель-Кантауї, Туніс            | 10,000 | Тверде     | Ізабелла Шинікова     | 6–4, 6–0         |
| Поразка   | 4–8  | Сер 2015 | ITF Коксейде, Бельгія                  | 25,000 | Ґрунт      | Кікі Бертенс          | 6–3, 2–6, 3–6    |
| Перемога  | 5–8  | Вер 2015 | ITF Barcelona, Іспанія                 | 15,000 | Ґрунт      | Георгіна Гарсія Перес | 6–3, 7–6(3)      |
| Перемога  | 6–8  | Лют 2016 | ITF Гренобль, Франція                  | 25,000 | Тверде (i) | Інді де Вроме         | 7–6(4), 6–2      |
| Перемога  | 7–8  | Тра 2017 | ITF Ла-Марса, Туніс                    | 25,000 | Ґрунт      | Олександра Панова     | 6–1, 6–1         |
| Перемога  | 8–8  | Жов 2017 | ITF Cherbourg-en-Cotentin, Франція     | 25,000 | Тверде (i) | Одре Албіе            | 6–4, 3–6, 7–5    |
| Поразка   | 8–9  | Жов 2017 | ITF Жуе-ле-Тур, Франція                | 25,000 | Тверде (i) | Тереза Сміткова       | 3–6, 5–7         |
| Поразка   | 8–10 | Лют 2018 | ITF Перт, Австралія                    | 25,000 | Тверде     | Габріелла Тейлор      | 2–6, 5–7         |
| Поразка   | 8–11 | Кві 2018 | ITF Пула, Італія                       | 25,000 | Ґрунт      | Тамара Зіданшек       | 1–6, 6–7(4)      |
| Поразка   | 8–12 | Чер 2018 | ITF Періге, Франція                    | 25,000 | Ґрунт      | Надія Подороська      | 2–6, 0–6         |
| Поразка   | 8–13 | Жов 2018 | Open de Touraine, Франція              | 25,000 | Тверде (i) | Хлое Паке             | 6–7(5), 2–6      |
| Перемога  | 9–13 | Бер 2019 | ITF Макон, Франція                     | 25,000 | Тверде (i) | Леслі Керкгове        | 6–3, 6–3         |
| Поразка   | 9–14 | Лип 2019 | ITF Порту, Португалія                  | 25,000 | Тверде     | Ева Герреро Альварес  | 4–6, 7–6(4), 3–6 |

### Парний розряд: 8 (6–2)
| Результат | Ранг | Дата            | Турнір                                 | Покриття   | Партнерка           | Суперниці                            | Рахунок             |
| --------- | ---- | --------------- | -------------------------------------- | ---------- | ------------------- | ------------------------------------ | ------------------- |
| Перемога  | 1.   | 8 серпня 2010   | ITF Ребек, Бельгія                     | Ґрунт      | Емілі Баке          | Кіка Гоґендорн Елке Лемменс          | 6–3, 4–6, [11–9]    |
| Перемога  | 2.   | 1 квітня 2012   | ITF Гавр, Франція                      | Ґрунт      | Селін Ґеск'єр       | Манон Арканьйолі Кінні Лайсне        | 6–4, 6–2            |
| Перемога  | 3.   | 8 липня 2012    | ITF Денен, Франція                     | Ґрунт      | Селін Ґеск'єр       | Міхаела Гончова Ізабелла Шинікова    | 6–4, 6–2            |
| Поразка   | 1.   | 12 серпня 2012  | ITF Коксейде, Бельгія                  | Ґрунт      | Селін Ґеск'єр       | Дьяна Бузян Даніелле Гармсен         | 6–3, 3–6, [5–10]    |
| Перемога  | 4.   | 18 січня 2015   | ITF Порт-ель-Кантауї, Туніс            | Тверде     | Селін Ґеск'єр       | Крістина Грабалова Вендула Жовінцова | 6–7(6), 6–2, [10–5] |
| Перемога  | 5.   | 14 березня 2015 | ITF Порт-ель-Кантауї, Туніс            | Тверде     | Ізабелла Шинікова   | Шанель Сіммондс Маґалі Кемпен        | 1–6, 6–4, [10–2]    |
| Поразка   | 2.   | 12 жовтня 2019  | ITF Шербур, Франція                    | Тверде (i) | Кімберлі Циммерманн | Наомі Броді Саманта Мюррі            | 3–6, 2–6            |
| Перемога  | 6.   | 23 лютого 2020  | GB Pro-Series Glasgow, Велика Британія | Тверде (i) | Кімберлі Циммерманн | Лара Салден Клара Таусон             | 7–6(2), 7–6(5)      |